# Week-end ardennais
Le Week-end ardennais était un classement d'ensemble par points établi sur les résultats de deux courses classiques cyclistes  belges : la Flèche wallonne et Liège-Bastogne-Liège.  
Il a été créé en 1950, et a comporté, cette année-là seulement, une troisième course, Liège-Courcelles. La Flèche Wallonne et Liège-Bastogne-Liège se déroulaient sur deux jours successifs avec Liège-Bastogne-Liège organisée le samedi et la Flèche Wallonne le dimanche. Ce classement a d'abord existé jusqu'à 1964. Il disparaît lorsque la Flèche wallonne prend son « indépendance » : à partir de 1965, elle n'a plus lieu le même week-end que Liège-Bastogne-Liège, mais trois jours avant. 
En 1993, la Société du Tour de France rachète la Flèche wallonne, trois ans après avoir acquis Liège-Bastogne-Liège. Elle recrée alors le Week-end ardennais, de 1993 à 1997,.
Jan Storms et Rolf Wolfshohl ont remporté le week-end ardennais alors qu'ils n'ont jamais remporté ni la Flèche wallonne, ni Liège-Bastogne-Liège.

## Palmarès
| Année | Vainqueur             | Deuxième               | Troisième        |
| 1950  | Raymond Impanis       | Prosper Depredomme     | Fausto Coppi     |
| 1951  | Ferdi Kübler          | Jean Robic             | Gino Bartali     |
| 1952  | Ferdi Kübler          | Jean Robic             | Raymond Impanis  |
| 1953  | Jan Storms            | Stan Ockers            | Alois De Hertog  |
| 1954  | Marcel Ernzer         | Ferdi Kübler           | Raymond Impanis  |
| 1955  | Stan Ockers           | Jean Brankart          | Jan Adriaensens  |
| 1956  | Richard Van Genechten | André Vlayen           | Sante Ranucci    |
| 1957  | Frans Schoubben       | Joseph Planckaert      | Raymond Impanis  |
| 1958  | Alfred De Bruyne      | Raymond Impanis        | Pierre Everaert  |
| 1959  | Frans Schoubben       | Frans De Mulder        | Alfred De Bruyne |
| 1960  | Albertus Geldermans   | Rik Van Looy           | Pierre Everaert  |
| 1961  | Rik Van Looy          | Armand Desmet          | Marcel Rohrbach  |
| 1962  | Rolf Wolfshohl        | Henri De Wolf          | Armand Desmet    |
| 1963  | Raymond Poulidor      | Pino Cerami            | Jan Janssen      |
| 1964  | Willy Bocklant        | Georges Van Coningsloo | Vittorio Adorni  |
| 1993  | Maurizio Fondriest    |                        |                  |
| 1994  | Evgueni Berzin        |                        |                  |
| 1995  | Laurent Jalabert      |                        |                  |
| 1996  | Lance Armstrong       |                        |                  |
| 1997  | Laurent Jalabert      |                        |                  |